# Edoardo Bennato
Edoardo Bennato, född 23 juli 1946 i Neapel, är en italiensk sångare och låtskrivare. 
Bennato har varit aktiv som musiker sedan ungdomen och gav ut sin första skiva 1973. Han är bland annat känd för att ha sjungit "Un'estate italiana", den officiella låten för Världsmästerskapet i fotboll 1990, tillsammans med Gianna Nannini.
Hans yngre bror är musikern Eugenio Bennato.